# Jimmy Rollins
James Calvin Rollins (ur. 27 listopada 1978) – amerykański baseballista, który występował na pozycji łącznika.

## Przebieg kariery
Rollins został wybrany w drafcie 1996 w 2. rundzie przez Philadelphia Phillies i początkowo występował w klubach farmerskich tego zespołu, między innymi w Scranton/Wilkes-Barre Red Barons. W Major League Baseball zadebiutował 17 września 2000 w meczu przeciwko Florida Marlins, w którym zaliczył dwa uderzenia i zdobył dwa runy. W debiutanckim pełnym sezonie 2001 był najlepszy w National League pod względem zdobytych triples (12) i skradzionych baz (46), poza tym wystąpił po raz pierwszy w karierze w Meczu Gwiazd, a w głosowaniu do nagrody MLB Rookie of the Year Award zajął trzecie miejsce za Albertem Pujolsem z St. Louis Cardinals i Royem Oswaltem z Houston Astros. W latach 2002 i 2005 ponownie wybierany był do All-Star Game.
W 2007 zdobywając 30 home runów i 41 skradzionych baz został członkiem Klubu 30–30, a w ostatnim dniu rozgrywek stał się czwartym zawodnikiem w historii MLB, który zdobył co najmniej 20 doubles, 20 triples, 20 skradzionych baz i 20 home runów w jednym sezonie. Został wybrany również MVP National League. W marcu 2009 był w składzie narodowej drużyny baseballowej w turnieju World Baseball Classic.
W grudniu 2011 podpisał nowy trzyletni kontrakt z Phillies wart 33 miliony dolarów z opcją przedłużenia o kolejne dwa lata. W lutym 2013 został powołany do 28-osobowego składu reprezentacji Stanów Zjednoczonych na turniej World Baseball Classic.
31 marca 2014 w meczu międzyligowym z Texas Rangers zdobył grand slama, będącym jego 200. home runem w MLB. 14 czerwca 2014 w spotkaniu z Chicago Cubs zaliczył 
2235. odbicie w MLB i został liderem w klubowej klasyfikacji wszech czasów, wyprzedzając Mike'a Schmidta, zawodnika Phillies w latach 1972–1989. W grudniu 2014 w ramach wymiany zawodników przeszedł do Los Angeles Dodgers.
W lutym 2016 podpisał niegwarantowany kontrakt z Chicago White Sox. Po zakończeniu spring training Rollins został powołany do 40-osobowego składu White Sox na występy w MLB. Po rozegraniu 41 meczów w White Sox i powołaniu z Triple-A Tima Andersona do tego zespołu, Rollins został zwolniony z kontraktu
W grudniu 2016 podpisał niegwarantowany kontrakt z San Francisco Giants.

## Nagrody i wyróżnienia
| Nagroda/wyróżnienie  | Lata                   | Źródło |
| MVP National League  | 2007                   | [ 8 ]  |
| 3× All-Star          | 2001, 2002, 2005       | [ 5 ]  |
| 4× Gold Glove Award  | 2007, 2008, 2009, 2012 | [ 20 ] |
| Silver Slugger Award | 2007                   | [ 21 ] |
| 20–20–20-20 club     | 2007                   | [ 7 ]  |